# Schloss Farnach

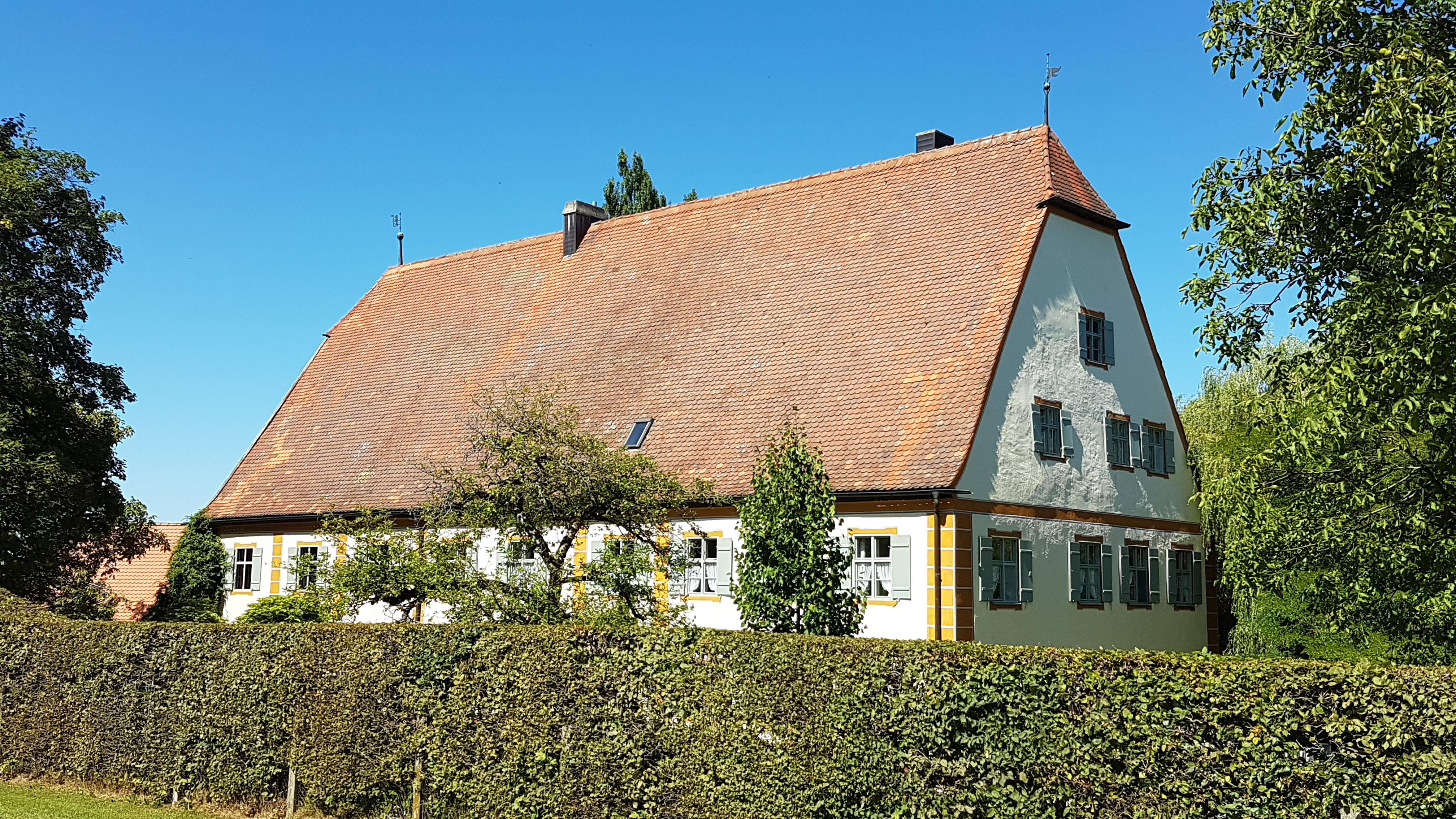
Schloss Farnach

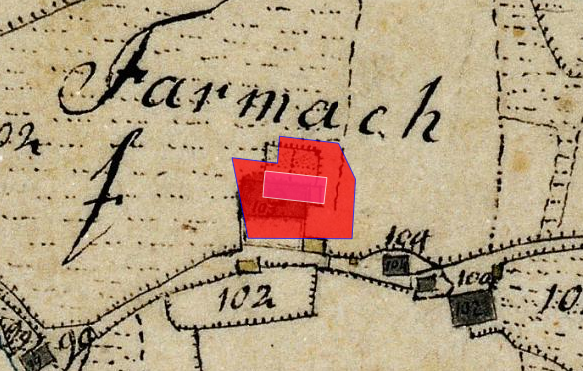
Lageplan von Schloss Farnach auf dem Urkataster von Bayern

Das Schloss Farnach ist ein kleiner Edelsitz im Gemeindeteil Farnach der oberbayerischen Gemeinde Riedering im Landkreis Rosenheim. Die Anlage ist unter der Aktennummer D-1-87-167-15 als Baudenkmal verzeichnet. „Untertägige spätmittelalterliche und frühneuzeitliche Befunde im Bereich von Schloss Farnach und seiner Vorgängerbauten“ werden zudem als Bodendenkmal unter der Aktennummer D-1-8139-0136 geführt.

## Geschichte

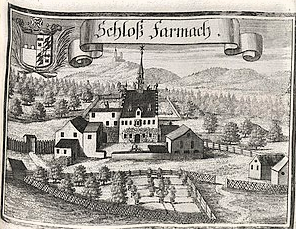
Schloss Farnach nach einem Stich von Michael Wening (1726)

Zwischen 988 und 1100 gab Wezili, ein Diener (= Verehrer) des hl. Rupert, sein Predium (= Gut) Varmach zum Erzstift Salzburg."Engelbertus Vierouge de Pharmach" ist um 1150 Ministeriale der Herrn von Söllhuben. Über das Bestehen eines Edelsitzes findet man zwischen dem Ende des 12. Jahrhunderts und 1475 keine Unterlagen.
Die Burg aus dem 12. Jahrhundert wurde 1475 in ein befestigtes Schloss umgewandelt. Schloßbesitzer war 1480 die Wasserburger Bürgerfamilie Hofmann, bis 1675 die Grafen Preysing den Edelsitz erwarben. Zum unbefestigten Schloss wurde es ab dem Jahr 1700 umgebaut. Der barocke Ausbau erfolgte durch Ignaz Anton Gunetzrhainer 1756–57.

## Beschreibung
Der kleine Edelsitz stellt sich in der Gegenwart als ein zweigeschossiger Schopfwalmdachbau mit Putzgliederungen dar, dessen Kern aus dem 16. Jahrhundert ist.